# Juan Vargas Aruquipa
Juan Vargas Aruquipa (* 8. März 1947 in Achacachi, Bolivien) ist ein bolivianischer Geistlicher und emeritierter römisch-katholischer Bischof von Coroico.

## Leben
Juan Vargas Aruquipa empfing am 20. Juli 1980 das Sakrament der Priesterweihe. 
Am 15. Januar 1992 ernannte ihn Papst Johannes Paul II. zum Titularbischof von Bita und bestellte ihn zum Weihbischof in Coroico. Der Bischof von Coroico, Tomás Roberto Manning OFM, spendete ihm am 25. März desselben Jahres die Bischofsweihe; Mitkonsekratoren waren der Bischof von Potosí, Edmundo Luis Flavio Abastoflor Montero, und der Weihbischof in La Paz, Adhemar Esquivel Kohenque. Am 20. August 1997 ernannte ihn Johannes Paul II. zum Bischof von Coroico.
Papst Franziskus nahm am 3. Dezember 2022 seinen altersbedingten Rücktritt an.